# Mavricija
Mavricija je žensko osebno ime.

## Izvor imena
Ime Mavricija je ženska oblika moškega osebnega imena Mavricij.

## Pogostost imena
Po podatkih Statističnega urada Republike Slovenije je bilo na dan 31. decembra 2007 v Sloveniji število ženskih oseb z imenom Mavricija: 9.

## Osebni praznik
Osebe z imenom Mavricija lahko godujejo takrat kot osebe z imenom Mavricij.